# Grande Mesquita de Omar Ali Saifuddin

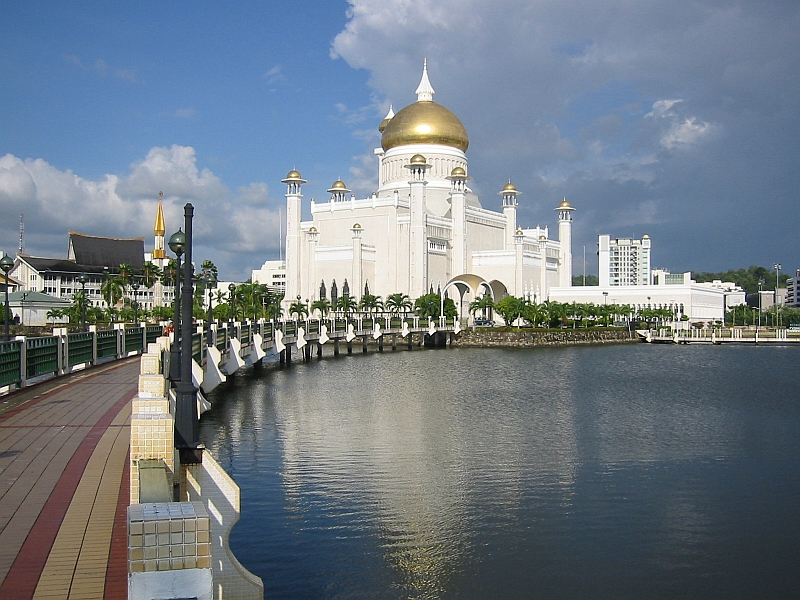
Mesquita de Omar, no centro de Bandar Seri Begawan capital de Negara Brunei Darussalam

A Grande Mesquita do Sultão Omar Ali Saifuddin (ou simplesmente Mesquita de Omar) é uma mesquita real islâmica localizada em Bandar Seri Begawan, a capital do sultanado de Brunei. A mesquita é classificada como uma das mais espetaculares mesquitas da Ásia Pacífica e uma grande atração turística.